# Vila Guilherme
Vila Guilherme é um distrito situado na zona norte do município de São Paulo e é administrado pela subprefeitura de Vila Maria.
Os bairros do distrito de Vila Guilherme são: Vila Guilherme; Vila Isolina Mazzei; Vila Salvador Romeu; Vila Isolina; Vila Paiva; Vila Santa Catarina; Jardim da Coroa; Vila Pizzotti; Vila Eleonore; Vila Bariri; Vila Leonor; Chácara Cuoco; Parque Velloso; Jardim da Divisa;

## História

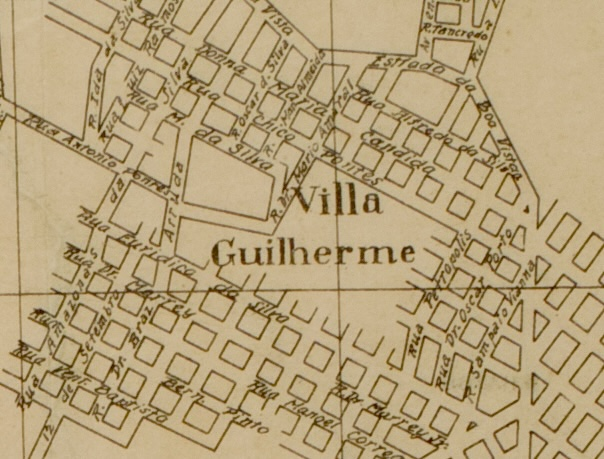
Traçado do bairro/distrito, Mapa Oficial da cidade em 1929.

Inicialmente, as terras da hoje Vila Guilherme, denominada à época “Tapera”, pertenciam ao Capitão-mor Jerônimo Leitão, que as repassou como sesmaria (terreno inculto ou abandonado que os reis de Portugal distribuíam a colonos ou cultivadores) para o donatário Salvador Pires de Almeida e a seus descendentes.
Já no século XIX, chegaram ao Barão de Ramalho e, por herança, à sua filha, Joaquina Ramalho Pinto de Castro, que as vendeu a Guilherme Braun da Silva. Esse, por último, as loteou em sítios e chácaras, que foram vendidas principalmente a imigrantes portugueses, impulsionando o seu desenvolvimento.
Foi em 12 de setembro de 1912 que o comerciante fluminense Guilherme Braun da Silva, adquiriu junto a Dona Joaquina Ramalho Pinto de Castro, herdeira do Dr. Joaquim Inácio Ramalho, o “Barão de Ramalho”, uma área de cerca de 115 alqueires de terra, que ia do rio Tietê até a estrada da Bela Vista, por oitenta contos de réis, oficializando-se tal data como a fundação do bairro de Vila Guilherme.
Guilherme, ao lotear o bairro, tambem construiu diversas melhorias, tais como: a primeira capela (dedicada a São Sebastião, a quem era devoto), a delegacia de policia, o grupo escolar de Vila Guilherme, depois renomeado para Grupo Escola Afrânio Peixoto, a primeira ponte do bairro sobre o rio Tietê (feita de madeira, ligava a av. Guilherme e a av. Carlos de Campos), iniciou a construção de um clube hípico (morreu antes de concluir as obras. Após sua morte a área do clube foi vendida e deu origem á Sociedade Paulista de Trote), dentre outros feitos.
Tornou-se distrito em 20 de maio de 1992, através da Lei 11.220/92.
Algumas ruas e praças são nomes de parentes ou pessoas que tiveram alguma importância na história do bairro, como Joaquina Ramalho (antiga proprietária), Maria Cândida (2ª esposa do Sr. Guilherme), Chico Pontes (um dos primeiros moradores do bairro), Oscar da Silva (filho do Sr. Guilherme, morto num comício acontecido no bairro), Amazonas da Silva (filho do Sr. Guilherme), Alfredo da Silva (filho do Sr. Guilherme), Ida da Silva (filha do Sr. Guilherme), Coronel Jordão (sogro do Sr. Guilherme), doze de setembro (data da fundação do bairro), entre outros.
A parte baixa do distrito, por situar-se na várzea do Rio Tietê, sofria constantemente com alagamentos de alto nível após o transbordamento do rio. A situação melhorou após as obras de aprofundamento de calha realizadas no rio pelo governo do estado. Porém, com a falta da manutenção e também graças a obras paradas, novas enchentes ocorreram em 2010.

## Demografia
Evolução demográfica do distrito de Vila Guilherme

## Características

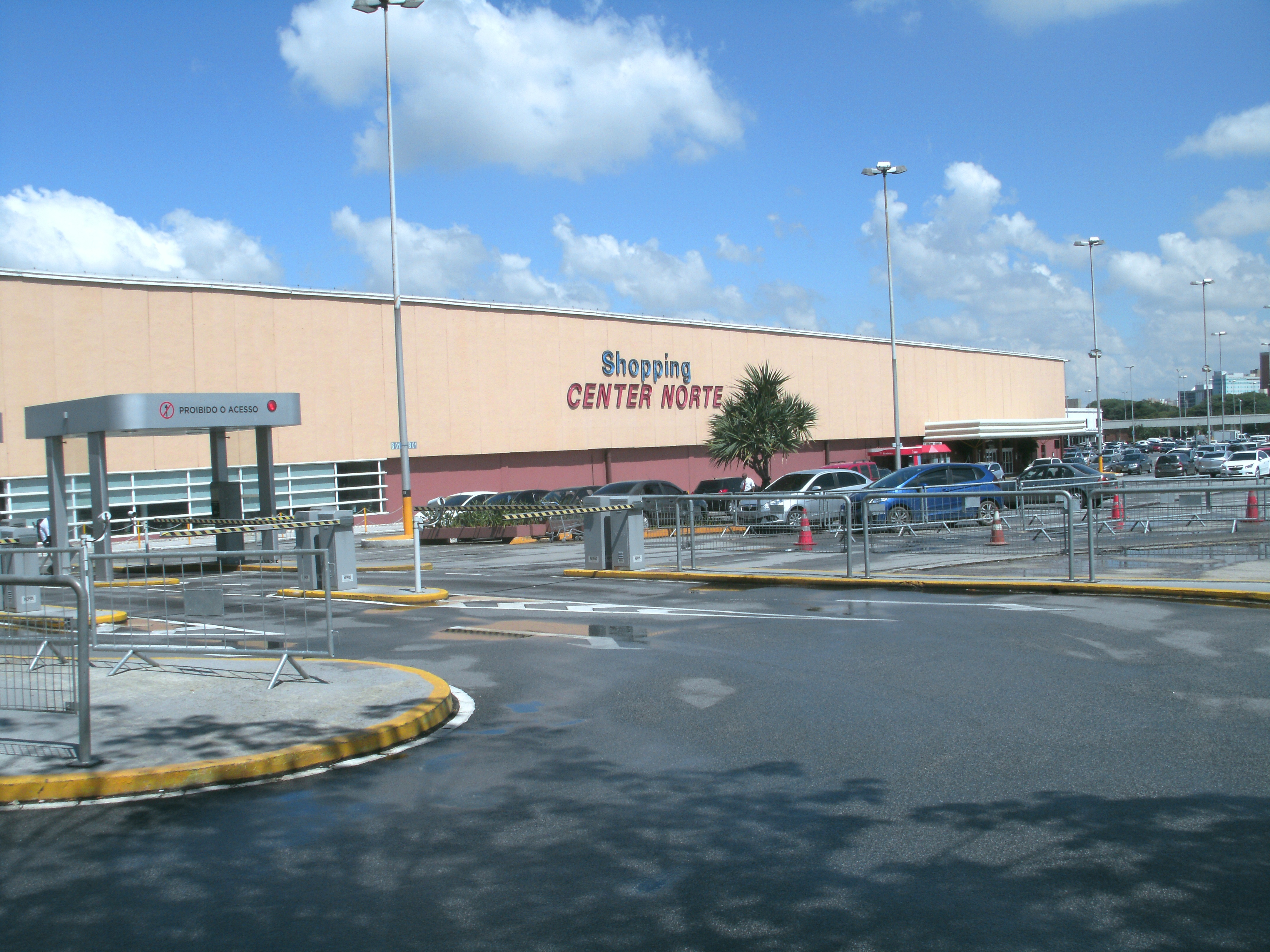
Shopping Center Norte

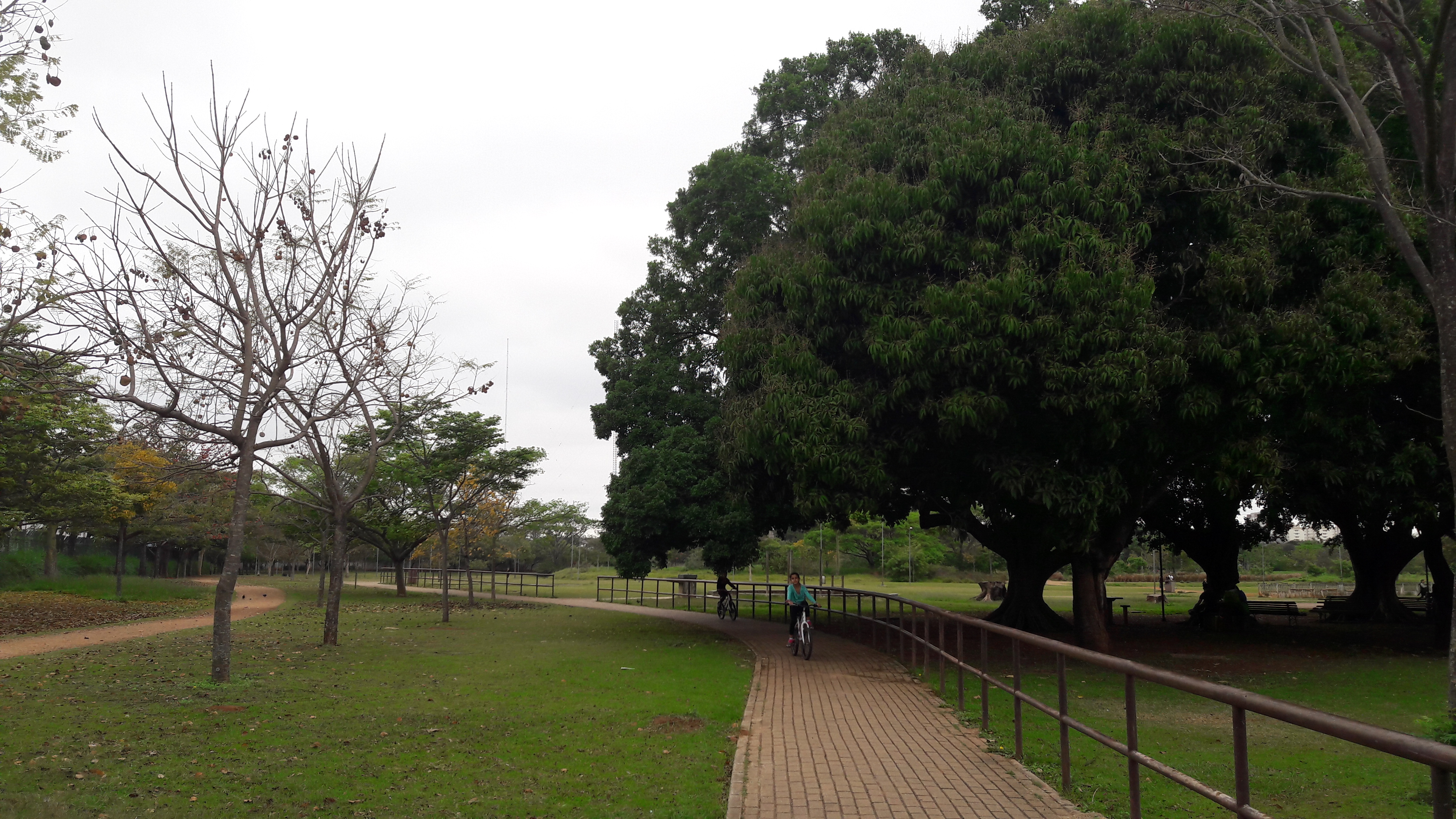
Parque do Trote

No distrito, temos a Avenida Luís Dumont Vilares com 70% de sua extensão pertencente ao bairro de Vila Guilherme. Tem também um dos grandes shopping centers da cidade: o Center Norte, considerado, outrora, o maior shopping da América Latina, com grandes lojas populares, grifes, cinemas e áreas de diversão. O Center Norte é um complexo que conta com um grande pavilhão de exposições (o Expo Center Norte), responsável por sediar grandes eventos nacionais e internacionais (rivalizando com o tradicional Parque Anhembi). Além do Shopping Center Norte, também existe, no distrito, o Shopping Mart Center, que fechou e hoje não existe projeto para a área, e era voltado ao comércio de produtos direcionados a moda e, ultimamente, também para grandes eventos, como o Anime Friends e, recentemente, recebeu o evento de música eletrônica DGTL.

### Lazer e esportes

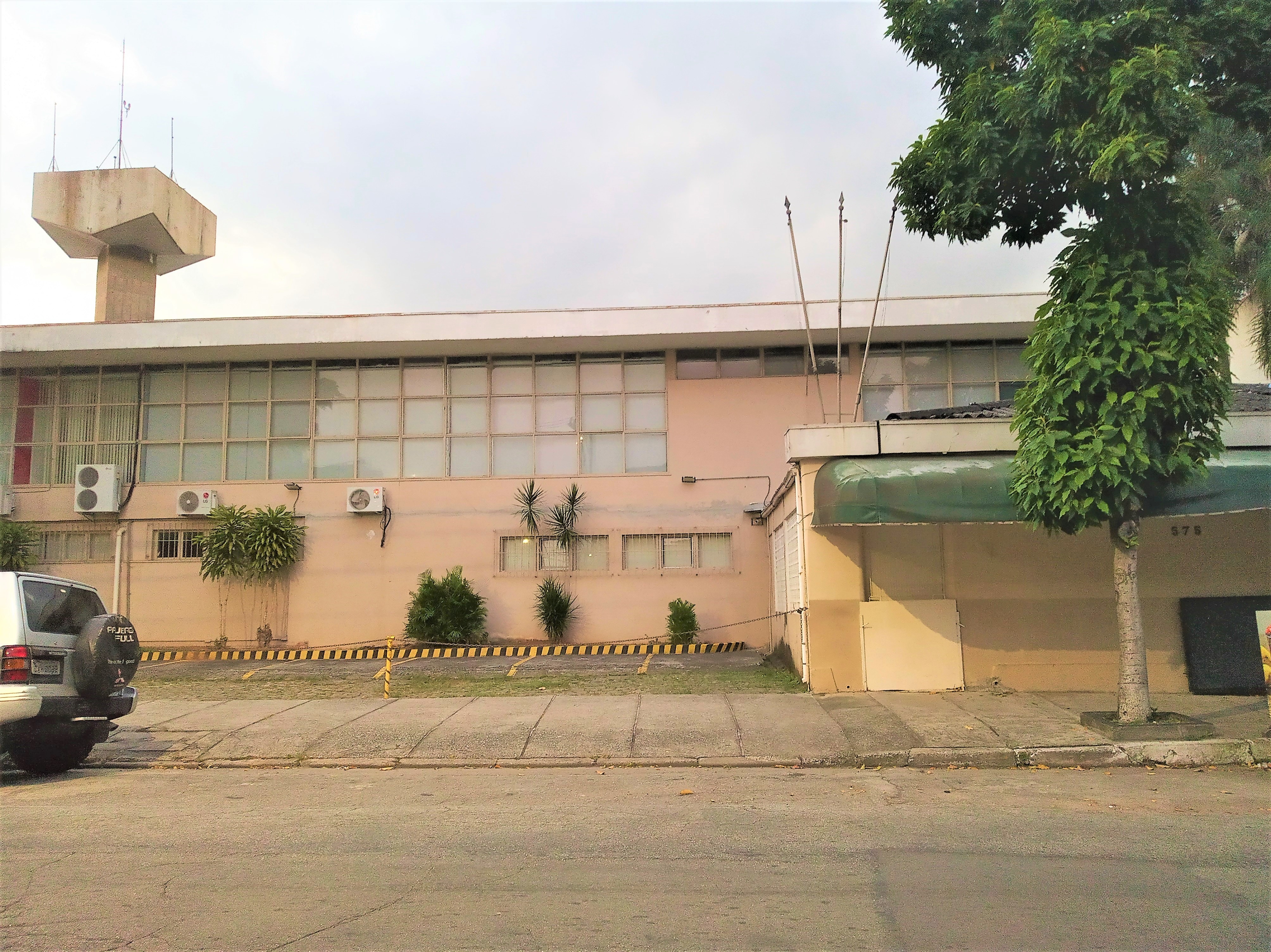
Sede da Igreja Bíblica da Paz, este prédio sediou anteriormente os estúdios da TV Excelsior e do SBT

A Vila Guilherme também hospeda a antiga Sociedade Paulista de Trote, desapropriada e transformada no Parque do Trote, na divisa com o distrito da Vila Maria. O Parque do Trote, reinaugurado em julho de 2006, é o primeiro parque da cidade de São Paulo totalmente adaptado para pessoas com deficiência física ou mobilidade reduzida. Ele conta com: a Trilha dos Sentidos, com estímulos para pessoas com deficiência visual; pista de caminhada acessível (sem desníveis e com corrimão); piso intertravado; piso tátil e um centro de convenções para a realização de eventos.
As próximas etapas para a conclusão do projeto preveem instalações para atividades de reabilitação e esportivas, com implantação de equoterapia e iniciação à equitação para os frequentadores do local, preservando a temática do parque. O parque fica localizado na Rua São Quirino, nº 905.
Durante muitos anos, na Rua Dona Santa Veloso, 575, ficaram instalados os estúdios da TV Excelsior e do SBT com a extinta TVS, onde era gravada boa parte dos programas do canal até o fim dos anos 1990, quando as gravações se transferiram para a região da Rodovia Anhanguera.

### Administração e educação
O distrito abriga também o 47° Cartório de Registro Civil - Subdistrito de Vila Guilherme, além de duas faculdades: Universidade Bandeirante de São Paulo (UNIBAN) e Universidade Paulista UNIP).

### Lendas
Uma das mais célebres histórias da Vila Guilherme conta que fica ali uma casa que Dom Pedro I utilizava para se encontrar com a Marquesa de Santos. Ainda que se tenha comprovado que não passa de lenda, a história ganhou fama entre os moradores da região. Era casarão no final da Av. Guilherme chamado de Casa das Rosas, um enorme palacete demolido durante os anos 1958 e 1960 na época invadido por pessoas sem moradia.

### Cultura e História
Em 2002, o bairro foi homenageado com a publicação do livro "São Sebastião e a Vila Guilherme - Memórias paulistanas da Zona Norte", com 181 páginas, de autoria de Benedita da Conceição de Carvalho Silva e José de Almeida Amaral Junior, ISBN 8590163016, pela Câmara Sociocultural da Zona Norte de São Paulo. Edição esgotada atualmente, mas que tem exemplares à disposição do público nas bibliotecas municipais e no Arquivo da cidade. A história do bairro com imagens e depoimentos, as memórias de seus mais antigos moradores. Mais de 100 entrevistas tocantes revelam o quotidiano dos habitantes e a dinâmica entre o Centro e o bairro "além Tietê". O livro mereceu, à época, uma audição no premiado programa "São Paulo de Todos os Tempos", pela Rádio Eldorado AM, com o jornalista Geraldo Nunes.
Em 2010, no mês de julho, realizou-se, no Parque do Trote da Vila Guilherme, a edição XIV do Revelando São Paulo, um encontro da cultura paulista, organizado pela Abaçai, sob o comando de Toninho Macedo, e apoio do governo do Estado, abraçando os municípios paulistas e bairros de São Paulo. O tema foi "Por uma década de Cultura e Paz". Ao longo de uma semana estima-se que um milhão de pessoas visitaram os espaços dedicados às cidades e puderam ver seus artistas, suas obras e conhecer um pouco de seu peculiar modo de ver o mundo. Foi a primeira vez que o evento aconteceu no bairro de Vila Guilherme que recebeu com muita cordialidade os visitantes.
No ano de 2012, centenário de sua fundação, ganhou de presente o documentário intitulado "Vila Guilherme – Do Pombo-Correio ao E-mail", premiado no concurso "História dos Bairros de São Paulo". Com direção, roteiro e edição de Rodrigo Gontijo para a TV PUC-SP, lembrando histórias e aspectos pitorescos do bairro. Teve exibição de lançamento durante o "XVI Revelando São Paulo", transcorrido entre 14 e 23 de setembro no Parque do Trote.

## Distritos limítrofes
- Tucuruvi (Norte)
- Vila Medeiros (Nordeste)
- Vila Maria (Leste)
- Santana (Oeste)
- Pari (Sudoeste)
- Belém (Sul)